# Teucholabis taino
Teucholabis taino är en tvåvingeart som beskrevs av Alexander 1964. Teucholabis taino ingår i släktet Teucholabis och familjen småharkrankar.
Artens utbredningsområde är Jamaica. Inga underarter finns listade i Catalogue of Life.